# Bård Wiggen
Bård Wiggen (født 9. december 1961) er en norsk fodboldtræner og tidligere fodboldspiller.
Wiggen har været 1. assistenttræner i F.C. København under Ståle Solbakken i to omgange; første gang fra 2008 til sommeren 2011 - hvor Wiggen fulgte Ståle Solbakken til tyske 1. FC Köln - og igen fra januar 2018 til oktober 2020, hvor FCK ophævede samarbejdet med Solbakken. I den mellemliggende periode var Wiggen været assistenttræner i Rosenborg BK og sportsdirektør i den norske klub Viking Fotballklubb i Stavanger. Wiggen har desuden tidligere været træner i IK Start.
Wiggen havde tidligere i sin karriere som spiller spillet for blandt andet Rosenborg BK, Strømsgodset og Drafn.